# Stazione di Tiggiano
La stazione di Tiggiano è una fermata ferroviaria posta sulla linea Zollino-Gagliano del Capo, costruita per servire la località di Tiggiano
L'impianto ferroviario è gestito dalle Ferrovie del Sud Est.

## Caratteristiche
La fermata è dotata di un binario.

## Servizi
La fermata dispone di:
- Servizi igienici
- Area per l'attesa
- Parcheggio di scambio
- Accessibilità per portatori di handicap

## Movimento
La stazione è servita dai treni regionali svolti dalle Ferrovie del Sud Est nella relazione Lecce - Gagliano Leuca via le linee 5 e 6.